# Fitto di Cecina
Il Fitto di Cecina era un palazzo di Cecina, posto all'interno dell'omonima tenuta da cui si è sviluppato il nucleo urbano della città. 

## Storia

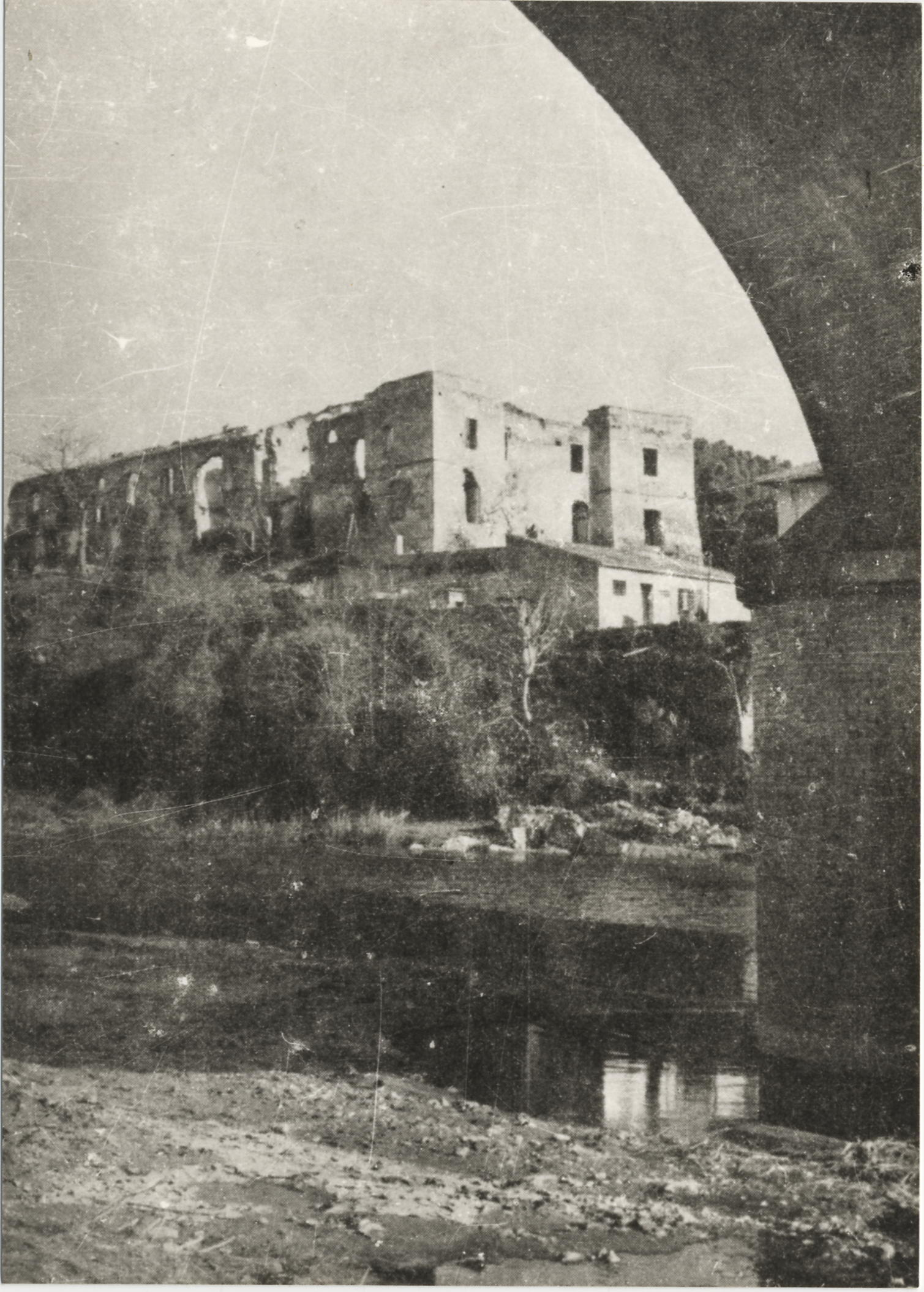
I ruderi del castello poco prima della demolizione deliberata nel 1964

In località poi chiamata Fitto è citato almeno dal 720 e fino al 990 un Castrum Cecinae, ovvero un forte. Nel XII secolo è documentato accanto al castello un piccolo "ospedale" dei Templari, ovvero un luogo di ricovero e ristoro per i residenti e per coloro che attraversavano la "via delle Maremme". 
Il fabbricato principale fu ingrandito e ammodernato come palazzo sulla riva sinistra del fiume Cecina, per volontà del granduca Ferdinando I de' Medici entro il 1595; costituiva il principale edificio di una vasta tenuta granducale, la quale venne poi concessa in "fitto" durante il dominio degli Asburgo-Lorena di Toscana al marchese Carlo Ginori.
Gli scavi del 1878, compiuti da Gorge Dennis, confermarono l'antichità dell'insediamento altomedievale. 
Durante la seconda guerra mondiale l'abitato di Cecina fu gravemente danneggiato, subendo 44 bombardamenti, che portarono limitati danni all'antico palazzo del Fitto. Il palazzo nel dopoguerra fu usato come dimora dagli "sfollati"; nel 1964 fu abbattuto per volontà dell'amministrazione comunale.
Prima che le mura fossero definitivamente abbattute, grazie all'intervento di don Rolando Frizzi, fu recuperato un affresco raffigurante la Pietà.
Sul suo cartiglio si leggeva "Pierantonio Fraschetti, generale sopra le possessioni di Pisa et Sano Betti agente di questo loco l’anno 1595".
L’affresco recuperato era esposto al Museo archeologico della Cinquantina, presso Villa Guerrazzi. Nel 2023 è stato ricollocato sulla parete destra della navata principale del Duomo di Cecina.